# Teresa Mellerowicz-Gella
Teresa Mellerowicz-Gella (ur. 26 września 1927 w Łomży, zm. 20 marca 2019 w Warszawie), polska malarka i graficzka, żona Aleksandra Gelli. Studiowała na Wydziale Filozofii Uniwersytetu Warszawskiego i Wydziale Malarstwa Akademii Sztuk Pięknych w Warszawie.

## Praca zawodowa
Zajmowała się semiotyką i związkami sztuki z filozofią. Zajmowała się malarstwem i grafiką, w tym użytkową, tworzyła m.in. plakaty, ilustracje książkowe, filmy krótkometrażowe, projektowała scenografie i kostiumy. Stypendystka British Council w 1964. Wykładała m.in. sztukę współczesną na Wydziale Historii Sztuki UW (1961–1964) i na uczelniach amerykańskich. Członkini ZPAP w latach 1955–1983, członkini Polskiego Towarzystwa Semiotycznego od 1983, członkini American Semiotics Assn. od 1976, członkini International Semiotics Assn. od 1978, członkini World Institute For Advanced Phenomenological Research and Learning w latach 1982–1988.
Została pochowana na Nowym Cmentarzu w Zakopanem (kwatera F4-1-37).

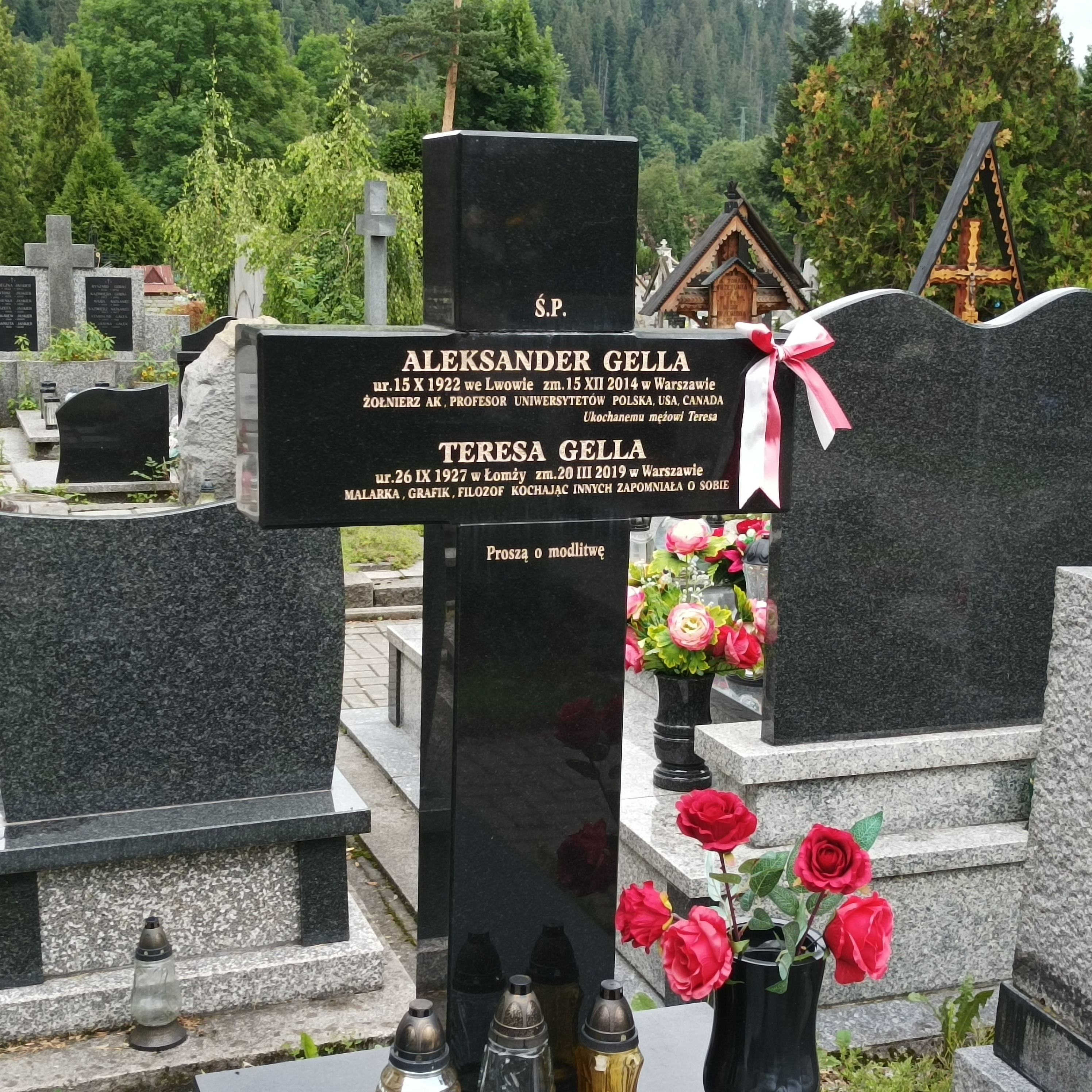
Grób Teresy Mellerowicz-Gella na Nowym Cmentarzu w Zakopanem

## Wybrane wystawy i nagrody
- Wystawy indywidualne grafiki Warszawa 1959, 1960, 1964
- Wystawa indywidualna litografii, Londyn 1963
- Wystawa indywidualna, Edmonton 1967
- Wystawa indywidualna grafiki, San Francisco 1967
- Wystawa indywidualna grafiki, Palo Alto 1967
- Ogólnopolska Wystawa Młodej Plastyki „Przeciw wojnie – przeciw faszyzmowi” (Arsenał), Warszawa 1955 (I nagroda)
- Ogólnopolska Wystawa Plastyczna, Radom 1965 (wyróżnienie)
- Festiwal Współczesnego Malarstwa, Szczecin 1966 (medal)
- Międzynarodowe Biennale Młodych, Wiedeń 1959 (srebrny medal)